# Нік Поуп
Ні́колас Де́від По́уп (англ. Nicholas David Pope, нар. 19 квітня 1992, Соам) — англійський футболіст, воротар клубу «Ньюкасл Юнайтед» та збірної Англії.

## Клубна кар'єра
Народився 19 квітня 1992 року в місті Соем, Кембриджшир. Поуп відвідував школу Кінгс в прилеглому місті Ілі. З дитинства вболівав за «Іпсвіч Таун», будучи власником сезонного абонемента клубу, а також тренувався в його дитячо-юнацькій академії до 16-річного віку. Після виходу з академії «Іпсвіча» у 2008 році перейшов в клуб «Бері Таун» і дебютував в основному складі якого у віці 16 років.

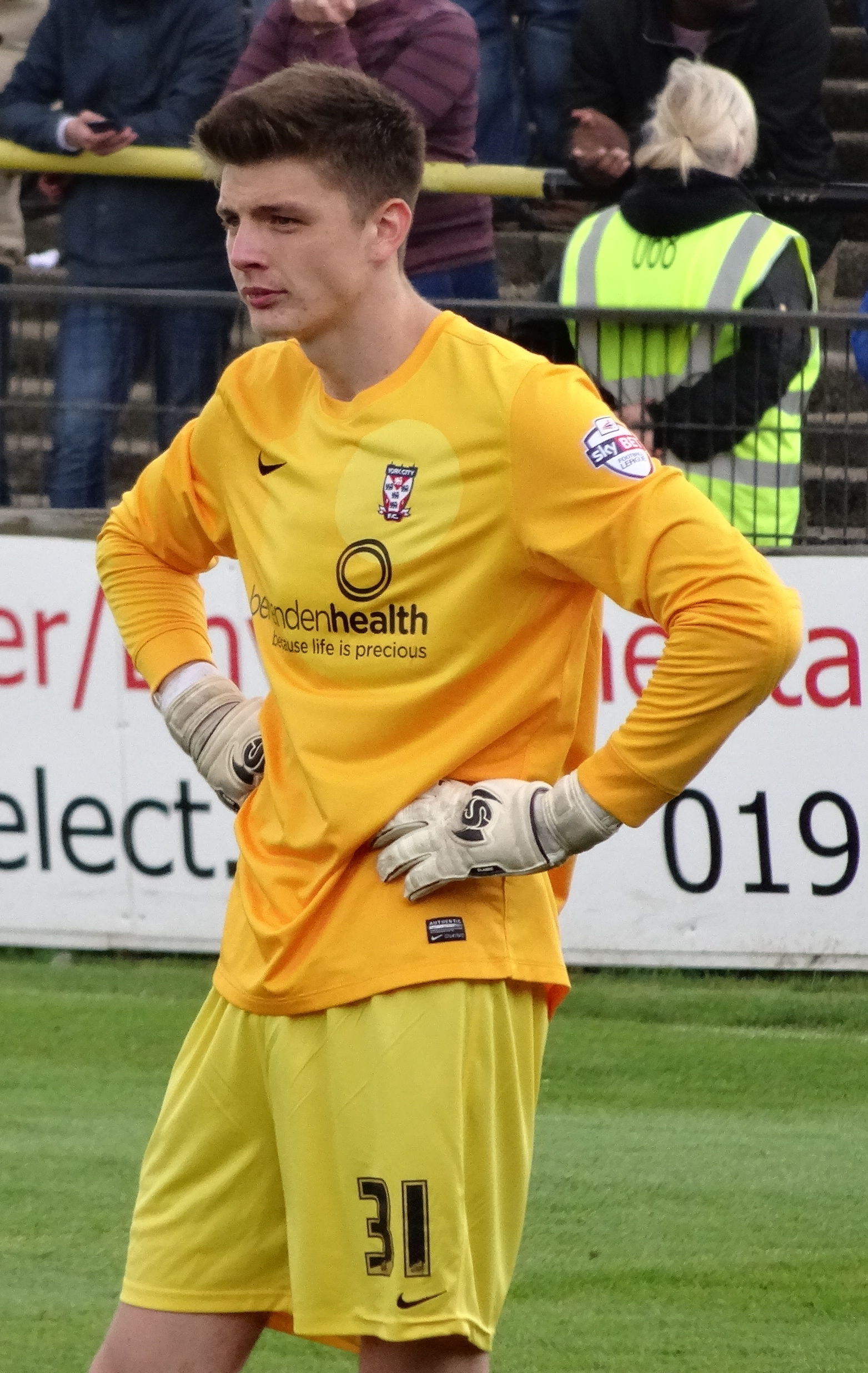
Поуп у грі за «Йорк Сіті» в 2014 році

У травні 2011 року перейшов до клубу Першої ліги «Чарльтон Атлетік», підписавши з клубом дворічний контракт. 7 лютого 2012 року Поуп підписав з клубом новий дворічний контракт. Свій перший матч за «Чарльтон» (і перший в професійній кар'єрі) провів 4 травня 2013 року, вийшовши на заміну в грі останнього туру Чемпіоншіпа проти «Брістоль Сіті». У вересні 2013 року підписав новий трирічний контракт з «Чарльтоном». Головний тренер «Чарльтон Атлетік» Кріс Пауелл так прокоментував цю подію: «Хороших молодих британських воротарів мало і вони рідко зустрічаються. Нам здається, що [Поуп] саме такий, і він може стати дуже хорошим воротарем... Воротарі досягають своєї кращої форми з досвідом, але він вже демонструє ознаки справжнього таланту». Влітку 2014 року Поуп знову підписав контракт з клубом, на цей раз строком на чотири роки.
Будучи гравцем «Чарльтона», Поуп виступав на правах оренди за клуби «Гарроу Боро», «Веллінг Юнайтед», «Кембридж Юнайтед», «Олдершот Таун», «Йорк Сіті» та «Бері». У сезоні 2014/15 допоміг «Бері» виграти путівку в Першу лігу, зайнявши третє місце у Другій лізі.
19 липня 2016 року Нік Поуп перейшов в «Бернлі», який забезпечив собі вихід у Прем'єр-лігу. Він підписав з клубом трирічний контракт, сума трансферу не розголошується. 10 вересня 2017 року дебютував у Прем'єр-лізі, замінивши на 36-й хвилині травмованого Тома Гітона у матчі проти «Крістал Пелеса». 16 вересня дебютував у стартовому складі «Бернлі» в Прем'єр-лізі, зігравши в матчі проти «Ліверпуля». Гра завершилася внічию 1:1 (Поуп пропустив гол від Салаха), за її підсумками Нік отримав високі оцінки від коментаторів і від головного тренера «Бернлі» Шона Дайча. 9 жовтня 2017 року підписав з клубом новий контракт до 2020 року. Станом на 17 травня 2018 року відіграв за клуб з Бернлі 35 матчів в національному чемпіонаті.

## Виступи за збірну
15 березня 2018 року Поуп отримав свій перший виклик у національну збірну Англії, а потім, так і не зігравши жодної гри, був включений у заявку збірної на чемпіонат світу 2018 року у Росії.
| Дата       | Місто    | Господарі | Результат | Гості       | Турнір            | Голи | Примітки |
| ---------- | -------- | --------- | --------- | ----------- | ----------------- | ---- | -------- |
| 7-6-2018   | Лідс     | Англія    | 2 – 0     | Коста-Рика  | товариський матч  | -    | 65'      |
| 17-11-2019 | Приштина | Косово    | 0 – 4     | Англія      | Відбір до ЧЄ 2020 | -    |          |
| 8-10-2020  | Лондон   | Англія    | 3 – 0     | Уельс       | товариський матч  | -    |          |
| 12-11-2020 | Лондон   | Англія    | 3 – 0     | Ірландія    | товариський матч  | -    | 46'      |
| 25-3-2021  | Лондон   | Англія    | 5 – 0     | Сан-Марино  | Відбір до ЧС 2022 | -    |          |
| 28-3-2021  | Тирана   | Албанія   | 0 – 2     | Англія      | Відбір до ЧС 2022 | -    |          |
| 31-3-2021  | Лондон   | Англія    | 2 – 1     | Польща      | Відбір до ЧС 2022 | -1   |          |
| 29-3-2022  | Лондон   | Англія    | 3 – 0     | Кот-д'Івуар | товариський матч  | -    |          |
| Усього     |          | Матчів    | 8         |             | Голів             | -1   |          |

## Титули і досягнення

### Клубні
- Володар Кубка Футбольної ліги (1):

«Ньюкасл Юнайтед»: 2024-25